# Клингенберги (немецкий дворянский род)
Клингенберги (нем. Herren von Klingenberg) — южногерманский дворянский род, достигший пика своего могущества в XIII и в XIV веках и пресекшийся в 1583 году. Изначальным центром их владений был замок Клингенберг в современном швейцарском кантоне Тургау.
Точное происхождение Клингенбергов, состоявших на службе епископов Констанца, графов Кибурга и Габсбургов, неизвестно. Первым документально подтверждённым представителем рода считается Генрих фон Клингенберг, упомянутый в 1200 году в качестве свидетеля констанцского епископа Дитхельма фон Кренкингена.
На рубеже XIII—XIV веков Клингенберги — наряду с Ланденбергами (нем. Herren von Landenberg) — были одним из самых влиятельных семей в Тургау и Хегау. Так, Генрих фон Клингенберг занимал в 1293—1306 годах епископскую кафедру в Констанце, был администратором Райхенау и имперским вице-канцлером. Его брат Ульрих примерно в то же время (1296—1302) был австрийским фогтом Менгена и Зигмарингена, в 1303 году — фогтом Констанца. Третий брат, Конрад был в 1294—1300 годах пробстом в Бишофсцелле, в 1301 году — соборным пробстом в Констанце, в 1322—1324 годах — епископом Бриксена и в 1324—1340 годах — епископом Фрайзинга. Наконец, четвёртый брат Альбрехт, одно время также занимавший должность фогта в Констанце, в 1300 году выкупил у Ульриха фон Клингена замок Хоэнтвиль, ставший с тех пор главной резиденцией рода.

## Известные представители
- Генрих II фон Клингенберг (ум. 1306) — епископ Констанца в 1293—1306 годах
- Конрад фон Клингенберг (ум. 1340) — епископ Бриксена в 1322—1324 годах и Фрайзинга в 1324—1340 годах
- Каспар фон Клингенберг (ум. 1439) — глава Общества Щита Святого Георгия и советник императора Сигизмунда